# Gormiti
Gormiti és una sèrie de televisió d'animació CGI coproduïda per Giochi Preziosi, Planeta Junior i Kotoc Produccions, basada en la línia de joguines homònima. Sense relació amb les dues sèries d'animació anteriors de la franquícia, la sèrie es va presentar per primera vegada a MIPJunior l'octubre de 2017. Va començar a emetre's als Estats Units, Espanya i Itàlia a la tardor del 2018. S'ha doblat al valencià per a À Punt.